# Nicolas-Théodore de Saussure

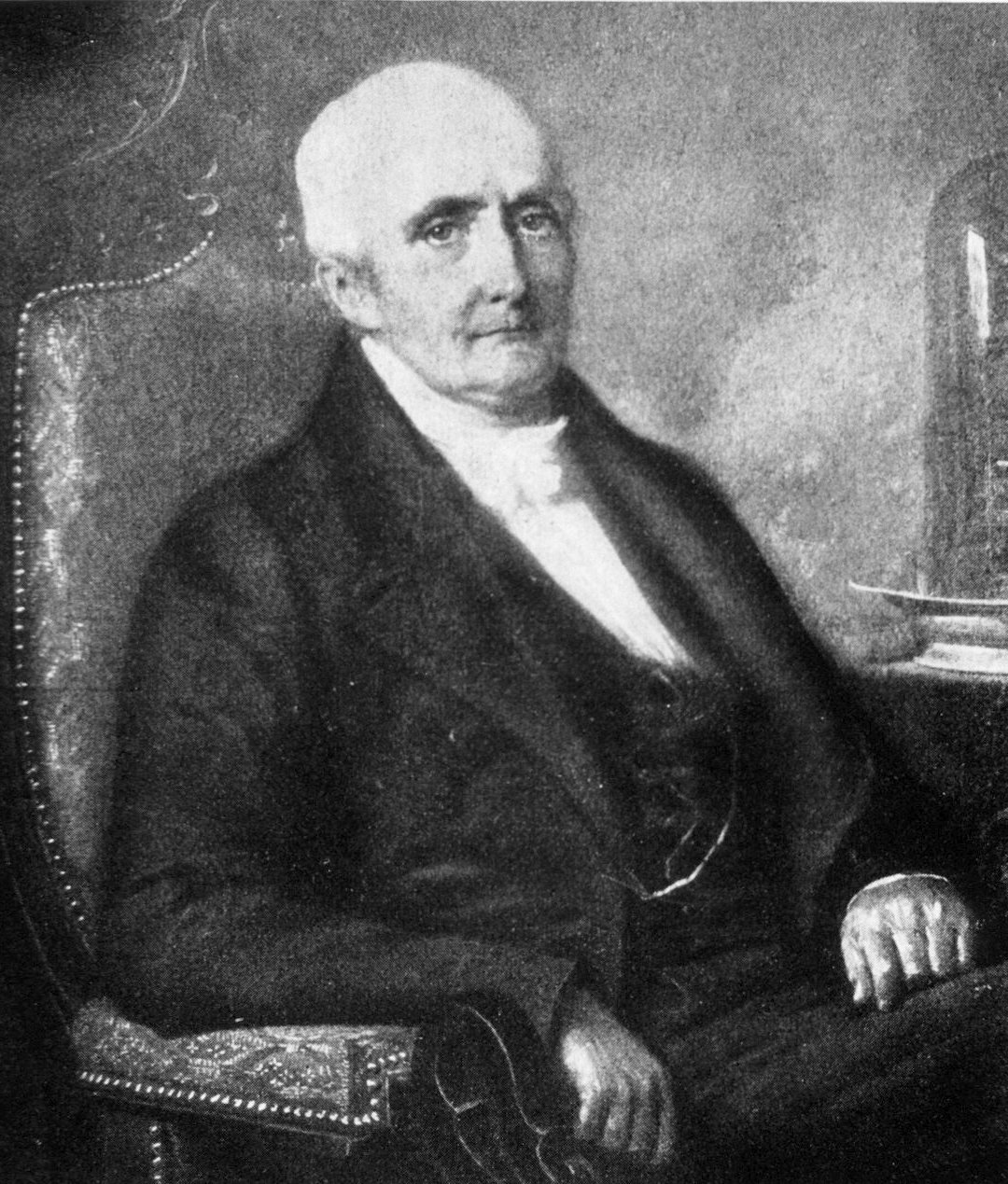
Nicolas-Théodore de Saussure

Nicolas-Théodore de Saussure (ur. 14 października 1767 w Genewie, zm. 18 kwietnia 1845 tamże) – szwajcarski chemik i botanik, pionier w zakresie badań nad fitochemią i fizjologią roślin.

## Życiorys
Był synem genewskiego uczonego-naturalisty, Horacego-Benedykta de Saussure, w którego badaniach uczestniczył od młodych lat, oraz bratem Albertine Necker de Saussure, pisarki i tłumaczki.
Zajmował się m.in. fotosyntezą oraz bilansem produkowanych przez rośliny zielne związków chemicznych, w tym dwutlenku węgla i wody. Większość spośród 36 jego publikacji z zakresu fitochemii została opublikowana w 1804 r. pod wspólnym tytułem Recherches chimiques sur la végétation.
Od 1820 r. był członkiem zagranicznym Royal Society. Jego postać została uhonorowana w botanice w nazwie rodzajowej roślin: Saussurea.